# Чемпіонат України з футболу серед жінок 2017: вища ліга
Чемпіонат вищої ліги України з футболу 2017 року серед жінок — 26-й чемпіонат вищої ліги України з футболу, що проводився серед жіночих колективів.
Чемпіонат тривав трохи більше двох місяців (21 квітня — 25 червня 2017) та став перехідним з розіграшу за системою «весна — осінь», за якою грали з найпершого чемпіонату 1992 року, на систему «осінь — весна». Переможець перехідного чемпіонату не здобував путівки до Ліги чемпіонів УЄФА.
Чемпіоном вдруге в історії став харківський «Житлобуд-2», який у вирішальному матчі останнього туру переміг «Житлобуд-1».

## Учасники
За підсумками сезону 2016 року до вищої ліги вийшли «Єдність» (на той час чернігівський «Спартак») та «Злагода-Дніпро-1». Усі 7 клубів вищої ліги продовжили виступи в 2017 році.
| Команда              | Місто/село    | Стадіон                                          | Тренер          | Президент            | Місце у ВЛ 2016 |
| -------------------- | ------------- | ------------------------------------------------ | --------------- | -------------------- | --------------- |
| «Атекс-СДЮШОР №16»   | Київ          | «Міський» (Вишневе)                              | Алла Гресь      | Алла Гресь           | 7               |
| «Єдність»            | с. Плиски     | «Єдність»                                        | Борис Скоп      | Михайло Голиця       |                 |
| «Житлобуд-1»         | Харків        | «Олімпієць» (Люботин)                            | Валентин Крячко | Олександр Харченко   | 2               |
| «Житлобуд-2»         | Харків        | «Динамо»                                         | Євген Погорєлов | Олександр Конюхов    | 1               |
| «Злагода-Дніпро-1»   | Дніпро        | Стадіон Молодіжного парку                        | Олена Кудзієва  |                      |                 |
| «Легенда-ШВСМ»       | Чернігів      | «Текстильник»                                    | Володимир Кулик | Володимир Магеррамов | 3               |
| «Пантери»            | Умань         | «Уманьферммаш» Сільський стадіон (с. Городецьке) | Юрій Деренюк    | Анатолій Ліпкан      | 5               |
| «Родина-Ліцей»       | Костопіль     | «Колос»                                          | Василь Мамчур   | Михайло Кривко       | 6               |
| «Ятрань-Берестівець» | Уманський р-н | «Уманьферммаш» (тренувальне поле)                | Володимир Пею   | Василь Чекаленко     | 4               |

## Турнірна таблиця
| М | Команда              | І | В | Н | П | РМ    | О  |
| - | -------------------- | - | - | - | - | ----- | -- |
|   | «Житлобуд-2»         | 8 | 8 | 0 | 0 | 42−4  | 24 |
|   | «Житлобуд-1»         | 8 | 6 | 1 | 1 | 42−5  | 19 |
|   | «Легенда-ШВСМ»       | 8 | 5 | 2 | 1 | 25−8  | 17 |
| 4 | «Ятрань-Берестівець» | 8 | 3 | 3 | 2 | 9−11  | 12 |
| 5 | «Пантери»            | 8 | 3 | 2 | 3 | 11−14 | 11 |
| 6 | «Злагода-Дніпро-1»   | 8 | 3 | 1 | 4 | 11−23 | 10 |
| 7 | «Єдність»            | 8 | 2 | 0 | 6 | 10−20 | 6  |
| 8 | «Родина-Ліцей»       | 8 | 0 | 2 | 6 | 5−22  | 2  |
| 9 | «Атекс-СДЮШОР №16»   | 8 | 0 | 1 | 7 | 5−53  | 1  |

Позначення:
Перед початком сезону команда «Ятрань-Базис» змінила назву на «Ятрань-Берестівець».
Перед початком сезону команда «Злагода» змінила назву на «Злагода-Дніпро-1».
Перед початком сезону команда «Спартак» (Чернігів) перебазувалася до села Плисок та змінила назву на «Єдність».

## Результати матчів
Змагання проходили в одне коло.
| Команда              | АТЕ | ЄДН | Ж-1  | Ж-2 | ЗЛА | ЛЕГ | ПАН | РОД | ЯТР |
| -------------------- | --- | --- | ---- | --- | --- | --- | --- | --- | --- |
| «Атекс-СДЮШОР №16»   |     |     | 0:17 |     |     | 1:7 |     | 2:2 | 1:5 |
| «Єдність»            | 5:0 |     |      | 0:2 |     | 1:6 |     | 2:1 |     |
| «Житлобуд-1»         |     |     |      | 1:3 | 9:0 |     | 7:1 |     | 3:0 |
| «Житлобуд-2»         | 9:0 | 6:1 |      |     | 7:0 | 5:2 |     |     |     |
| «Злагода-Дніпро-1»   | 4:0 | 2:0 |      |     |     | 0:3 |     | 3:1 |     |
| «Легенда-ШВСМ»       |     |     | 1:1  |     |     |     | 3:0 | 3:0 | 0:0 |
| «Пантери»            | 4:1 | 1:0 |      | 0:1 | 1:1 |     |     |     |     |
| «Родина-Ліцей»       |     |     | 0:2  | 0:6 |     |     | 1:4 |     | 0:0 |
| «Ятрань-Берестівець» |     | 2:1 |      | 0:5 | 2:1 |     | 0:0 |     |     |

## Гравці

### Найкращі бомбардири
| № | Футболіст         | Команда        | Ігри | Голи (пен.) |
| - | ----------------- | -------------- | ---- | ----------- |
| 1 | Ганна Вороніна    | «Житлобуд-1»   | 8    | 10 (0)      |
| 2 | Яна Малахова      | «Житлобуд-2»   | 8    | 9 (0)       |
| 3 | Ольга Овдійчук    | «Житлобуд-1»   | 7    | 8 (0)       |
| 3 | Вероніка Андрухів | «Житлобуд-2»   | 8    | 8 (0)       |
| 5 | Людмила Шматко    | «Легенда-ШВСМ» | 8    | 7 (0)       |

### Хет-трики
| Гравець              | Клуб         | Суперник           | Результат | Дата           | Джерело  |
| -------------------- | ------------ | ------------------ | --------- | -------------- | -------- |
| Єлізавета Костюченко | «Житлобуд-1» | «Злагода-Дніпро-1» | 9:0       | 30 квітня 2017 | Протокол |
| 4 Яна Малахова       | «Житлобуд-2» | «Атекс-СДЮШОР №16» | 9:0       | 5 травня 2017  | Протокол |
| 4 Ганна Вороніна     | «Житлобуд-1» | «Атекс-СДЮШОР №16» | 17:0      | 26 травня 2017 | Протокол |
| Ольга Овдійчук       | «Житлобуд-1» | «Атекс-СДЮШОР №16» | 17:0      | 26 травня 2017 | Протокол |
| Вероніка Андрухів    | «Житлобуд-2» | «Єдність»          | 6:1       | 31 травня 2017 | Протокол |

Примітки
4 Футболістка забила 4 голи

## Відвідуваність
| Клуб                 | Середня відвідуваність | Найвища відвідуваність | Місткість стадіону |
| -------------------- | ---------------------- | ---------------------- | ------------------ |
| «Єдність»            | 525                    | 1500                   | 1500               |
| «Житлобуд-1»         | 288                    | 700                    | 1500               |
| «Легенда-ШВСМ»       | 200                    | 250                    | 2000               |
| «Житлобуд-2»         | 175                    | 300                    | 8000               |
| «Родина-Ліцей»       | 175                    | 200                    | 2500               |
| «Атекс-СДЮШОР №16»   | 161                    | 250                    | 148                |
| «Злагода-Дніпро-1»   | 140                    | 200                    | 400                |
| «Ятрань-Берестівець» | 125                    | 200                    | 200                |
| «Пантери»            | 100                    | 200                    | 7552               |